# NHL Stadium Series
La Stadium Series è un evento a cadenza annuale organizzato dalla National Hockey League (NHL) a partire dal 2014 nel quale alcune partite valide per la stagione regolare vengono disputate all'aperto. La Stadium Series si differenzia da altre gare disputate all'aperto come l'NHL Winter Classic e l'NHL Heritage Classic.

## Storia
The prima edizione della Stadium Series si svolse durante la stagione 2013-2014 e vide partecipare sette franchigie in quattro partite disputate in tre diversi stadi.
Nella stagione 2014-2015 si organizzò invece un solo incontro valido per la Stadium Series. Per il 2016 invece furono organizzati altri due incontri.

## Partite disputate
| Edizione | Data             | Stadio                             | Città                | Squadra di casa       | Squadra ospite      | Punteggio | Spettatori |  |
| -------- | ---------------- | ---------------------------------- | -------------------- | --------------------- | ------------------- | --------- | ---------- |  |
| 2014     | 25 gennaio 2014  | Dodger Stadium                     | Los Angeles, CA      | Los Angeles Kings     | Anaheim Ducks       | 0-3       | 54.099     |  |
| 2014     | 26 gennaio 2014  | Yankee Stadium                     | New York, NY         | New Jersey Devils     | New York Rangers    | 3-7       | 50.105     |  |
| 2014     | 29 gennaio 2014  | Yankee Stadium                     | New York, NY         | New York Islanders    | New York Rangers    | 1-2       | 50.027     |  |
| 2014     | 1º marzo 2014    | Soldier Field                      | Chicago, IL          | Chicago Blackhawks    | Pittsburgh Penguins | 5-1       | 62.921     |  |
| 2015     | 21 febbraio 2015 | Levi's Stadium                     | Santa Clara, CA      | San Jose Sharks       | Los Angeles Kings   | 1-2       | 70.205     |  |
| 2016     | 21 febbraio 2016 | TCF Bank Stadium                   | Minneapolis, MN      | Minnesota Wild        | Chicago Blackhawks  | 6-1       | 50.426     |  |
| 2016     | 27 febbraio 2016 | Coors Field                        | Denver, CO           | Colorado Avalanche    | Detroit Red Wings   | 3-5       | 50.095     |  |
| 2017     | 25 febbraio 2017 | Heinz Field                        | Pittsburgh, PA       | Pittsburgh Penguins   | Philadelphia Flyers | 4-2       | 67.318     |  |
| 2018     | 3 marzo 2018     | Navy–Marine Corps Memorial Stadium | Annapolis, MD        | Washington Capitals   | Toronto Maple Leafs | 5-2       | 29.516     |  |
| 2019     | 23 febbraio 2019 | Lincoln Financial Field            | Filadelfia, PA       | Philadelphia Flyers   | Pittsburgh Penguins | 4-3       | 69.620     |  |
| 2020     | 15 febbraio 2020 | Falcon Stadium                     | Colorado Springs, CO | Colorado Avalanche    | Los Angeles Kings   | 1-3       | 43.574     |  |
| 2025     | 1º marzo 2025    | Ohio Stadium                       | Columbus, OH         | Columbus Blue Jackets | Detroit Red Wings   | 5-3       | 94.751     |  |

### Partecipanti
| Presenze | Squadra             | Vittorie | Sconfitte | Ultima presenza |
| -------- | ------------------- | -------- | --------- | --------------- |
| 3        | Los Angeles Kings   | 2        | 1         | 2020            |
| 3        | Pittsburgh Penguins | 1        | 2         | 2019            |
| 2        | New York Rangers    | 2        | 0         | 2014            |
| 2        | Chicago Blackhawks  | 1        | 1         | 2016            |
| 2        | Philadelphia Flyers | 1        | 1         | 2019            |
| 2        | Colorado Avalanche  | 0        | 2         | 2020            |
| 1        | Anaheim Ducks       | 1        | 0         | 2014            |
| 1        | Detroit Red Wings   | 1        | 0         | 2016            |
| 1        | Minnesota Wild      | 1        | 0         | 2016            |
| 1        | Washington Capitals | 1        | 0         | 2018            |
| 1        | New Jersey Devils   | 0        | 1         | 2014            |
| 1        | New York Islanders  | 0        | 1         | 2014            |
| 1        | San Jose Sharks     | 0        | 1         | 2015            |
| 1        | Toronto Maple Leafs | 0        | 1         | 2018            |
| 1        | Carolina Hurricanes | 0        | 0         | 2021            |